# بوچکی (استان وارمی-ماسوری)
بوچکی (به لهستانی:  Boczki) یک روستا در لهستان است که در گمینا دوبنگنکی واقع شده‌ است.